# Круг (филм из 2017)
Круг (енгл. The Circle) амерички је филмски трилер из 2017. године, у режији Џејмса Понсолта, по сценарију Понсолта и Дејва Егерса. Темељи се на истоименом роману Егерса из 2013. године. Главне улоге глуме Ема Вотсон и Том Хенкс, док су у споредним улогама: Џон Бојега, Карен Гилан, Елар Колтрејн, Патон Освалт, Глен Хедли и Бил Пакстон. Потсхумно је приказан за Пакстона, која је умро у фебруару 2017, те последњи филм Хедлијеве пре њене смрти у јуну 2017. године.
Премијерно је приказан 26. априла 2017. године на Трајбека филмском фестивалу, док је 28. априла пуштен у биоскопе у САД, односно 18. маја у Србији. Добио је негативне критике, али је зарадио 40 милиона долара широм света у поређењу са буџетом од 18 милиона долара, чиме је постао филм са највећом зарадом редитеља Понсолта.

## Радња
Прати причу о Меј Холанд (Ема Вотсон), младој жени жељној да покрене своју каријеру. Она ће се придружити технолошком и друштвеном гиганту Кругу где ће јако брзо напредовати. Принуђена од стране оснивача фирме, Имона Бејлија (Том Хенкс), да стане испред камера, Меј се бори да одржи свој лични идентитет док постаје лице компаније која има милијарду пратилаца. У овом напетом, технолошком трилеру, нико није стварно сигуран док сви увек гледају.

## Улоге
| Глумац            | Улога                |
| ----------------- | -------------------- |
| Ема Вотсон        | Меј Холанд           |
| Том Хенкс         | Имон Бејли           |
| Џон Бојега        | Тај Латиф            |
| Карен Гилан       | Ени Олертон          |
| Елар Колтрејн     | Мерсер Регалдо       |
| Петон Освалт      | Том Стентон          |
| Бил Пакстон       | Вини Холанд          |
| Глен Хедли        | Бони Холанд          |
| Нејт Кордри       | Ден                  |
| Мамуду Ати        | Џаред                |
| Џими Вонг         | Мич                  |
| Елен Вонг         | Рената               |
| Смит Чо           | Џина                 |
| Пурна Џаганатан   | др Џесика Вилалобос  |
| Џуди Рејес        | Оливија Сантос       |
| Ив Гордон         | сенаторка Вилијамсон |
| Бек               | себе                 |
| Клодија О’Дохерти | корисница Круга      |